# 龙镇站
龙镇站，位于中华人民共和国黑龙江省黑河市五大连池市龙镇，是北黑铁路上的火车站，建于1933年，由哈尔滨铁路局管辖。

## 車站周邊
- 龙镇公路客运站
- 中国工商银行龙镇分理处
- 中国移动龙镇城东营业厅
- 龙镇农场小学
- 龙镇农场中学

## 歷史
- 建于1933年。

## 业务办理
客运办理旅客乘降，行李包裹托运业务。货运则办理整车货物到发。

## 外部連結
- 中国铁路客户服务中心（页面存档备份，存于）